# Copa Norte 2002
Die  Copa Norte 2002 war die sechste und letzte Austragung der Copa Norte, eines regionalen Fußballpokalwettbewerbs in Brasilien, der vom nationalen Fußballverband CBF organisiert wurde. Mit dem Gewinn des Pokals war die Qualifikation für die Copa dos Campeões 2002 verbunden. Es startete am 20. Januar und endete am 28. April 2002.

## Teilnehmer
Die Teilnehmerzahl wurde von zehn auf 16 erhöht. Diese kamen aus den Bundesstaaten Acre, Amapá, Amazonas, Maranhão, Pará, Piauí, Rondônia und Roraima.
Die Teilnehmer waren:
| Bundesstaat | Klub                          |
| ----------- | ----------------------------- |
| Acre        | AD Vasco da Gama              |
| Amapá       | Independente EC               |
| Amapá       | SER São José                  |
| Amazonas    | Nacional FC (AM)              |
| Amazonas    | Atlético Rio Negro Clube (AM) |
| Amazonas    | São Raimundo EC (AM)          |
| Maranhão    | Moto Club de São Luís         |
| Maranhão    | Sampaio Corrêa FC             |
| Pará        | Paysandu SC                   |
| Pará        | Clube do Remo                 |
| Piauí       | Oeiras AC                     |
| Piauí       | Ríver AC                      |
| Rondônia    | Ji-Paraná FC                  |
| Rondônia    | SE União Cacoalense           |
| Roraima     | Atlético Roraima              |
| Roraima     | Baré EC                       |

## Erste Runde

### Gruppe A
| Pl. | Verein                        | Sp. | S | U | N | Tore    | Diff. | Punkte |
| --- | ----------------------------- | --- | - | - | - | ------- | ----- | ------ |
| 1.  | Atlético Roraima              | 6   | 4 | 2 | 0 | 012:600 | +6    | 14     |
| 2.  | São Raimundo EC (AM)          | 6   | 3 | 1 | 2 | 013:100 | +3    | 10     |
| 3.  | Atlético Rio Negro Clube (AM) | 6   | 3 | 0 | 3 | 010:130 | −3    | 09     |
| 4.  | Baré EC                       | 6   | 1 | 1 | 4 | 006:900 | −3    | 04     |

| 1. Spieltag (20. Januar)  |     |                   |           |
| São Raimundo              | 1:2 | Baré EC           | Colonia   |
| Atlético Roraima          | 1:0 | Rio Negro Clube   | Ribeirão  |
| 2. Spieltag (27. Januar)  |     |                   |           |
| Rio Negro Clube           | 1:1 | São Raimundo      | Colonia   |
| Baré EC                   | 1:2 | Atlético Roraima  | Canarinho |
| 3. Spieltag (3. Februar)  |     |                   |           |
| São Raimundo              | 2:1 | Atlético Roraimao | Colonia   |
| Baré EC                   | 1:2 | Rio Negro Clube   | Canarinho |
| 4. Spieltag (17. Februar) |     |                   |           |
| Baré EC                   | 1:1 | São Raimundo      | Canarinho |
| Rio Negro Clube           | 1:3 | Atlético Roraima  | Colonia   |
| 5. Spieltag (24. Februar) |     |                   |           |
| São Raimundo              | 3:4 | Rio Negro Clube   | Colonia   |
| Atlético Roraima          | 2:1 | Baré EC           | Ribeirão  |
| 6. Spieltag (3. März)     |     |                   |           |
| Atlético Roraimao         | 0:1 | São Raimundo      | Ribeirão  |
| Rio Negro Clube           | 1:0 | Baré EC           | Colonia   |

### Gruppe B
| Pl. | Verein          | Sp. | S | U | N | Tore    | Diff. | Punkte |
| --- | --------------- | --- | - | - | - | ------- | ----- | ------ |
| 1.  | Paysandu SC     | 6   | 3 | 3 | 0 | 011:300 | +8    | 12     |
| 2.  | Clube do Remo   | 6   | 3 | 2 | 1 | 010:600 | +4    | 11     |
| 3.  | Independente EC | 6   | 2 | 1 | 3 | 006:140 | −8    | 07     |
| 4.  | SER São José    | 6   | 0 | 2 | 4 | 004:800 | −4    | 02     |

| 1. Spieltag (20. Januar)  |     |                 |        |
| Independente EC           | 0:1 | Paysandu SC     | Zerão  |
| Clube do Remo             | 2:1 | SER São José    | Baenão |
| 2. Spieltag (27. Januar)  |     |                 |        |
| Independente EC           | 1:1 | SER São José    | Zerão  |
| Clube do Remo             | 1:1 | Paysandu SC     | Baenão |
| 3. Spieltag (3. Februar)  |     |                 |        |
| Paysandu SC               | 2:1 | SER São José    | Curuzú |
| Independente EC           | 3:2 | Clube do Remo   | Zerão  |
| 4. Spieltag (17. Februar) |     |                 |        |
| Paysandu SC               | 7:1 | Independente EC | Curuzú |
| SER São José              | 1:2 | Clube do Remo   | Zerão  |
| 5. Spieltag (24. Februar) |     |                 |        |
| SER São José              | 0:1 | Independente EC | Zerão  |
| Paysandu SC               | 0:0 | Clube do Remo   | Curuzú |
| 6. Spieltag (2. März)     |     |                 |        |
| SER São José              | 0:0 | Paysandu SC     | Zerão  |
| 6. Spieltag (3. März)     |     |                 |        |
| Clube do Remo             | 3:0 | Independente EC | Baenão |

### Gruppe C
| Pl. | Verein                | Sp. | S | U | N | Tore    | Diff. | Punkte |
| --- | --------------------- | --- | - | - | - | ------- | ----- | ------ |
| 1.  | Ríver AC              | 6   | 4 | 2 | 0 | 012:600 | +6    | 14     |
| 2.  | Moto Club de São Luís | 6   | 2 | 2 | 2 | 010:800 | +2    | 08     |
| 3.  | Sampaio Corrêa FC     | 6   | 1 | 3 | 2 | 007:800 | −1    | 06     |
| 4.  | Oeiras AC             | 6   | 1 | 1 | 4 | 003:100 | −7    | 04     |

| 1. Spieltag (20. Januar)  |     |                   |                 |
| Ríver AC                  | 4:1 | Moto Club         | Lindolfinho     |
| Sampaio Corrêa FC         | 1:0 | Oeiras AC         | Castelão        |
| 2. Spieltag (27. Januar)  |     |                   |                 |
| Oeiras AC                 | 1:2 | Ríver AC          | Gérson Campos   |
| Moto Club                 | 2:1 | Sampaio Corrêa FC | Nhozinho Santos |
| 3. Spieltag (3. Februar)  |     |                   |                 |
| Moto Club                 | 5:0 | Oeiras AC         | Nhozinho Santos |
| Ríver AC                  | 3:2 | Sampaio Corrêa FC | Lindolfinho     |
| 4. Spieltag (17. Februar) |     |                   |                 |
| Moto Club                 | 1:1 | Ríver AC          | Nhozinho Santos |
| Oeiras AC                 | 1:1 | Sampaio Corrêa FC | Gérson Campos   |
| 5. Spieltag (24. Februar) |     |                   |                 |
| Ríver AC                  | 1:0 | Oeiras AC         | Lindolfinho     |
| Sampaio Corrêa FC         | 1:1 | Moto Club         | Castelão        |
| 6. Spieltag (3. März)     |     |                   |                 |
| Oeiras AC                 | 1:0 | Moto Club         | Gérson Campos   |
| Ríver AC                  | 1:0 | Sampaio Corrêa FC | Castelão        |

### Gruppe D
| Pl. | Verein              | Sp. | S | U | N | Tore    | Diff. | Punkte |
| --- | ------------------- | --- | - | - | - | ------- | ----- | ------ |
| 1.  | Ji-Paraná FC        | 6   | 3 | 2 | 1 | 013:700 | +6    | 11     |
| 2.  | Nacional FC (AM)    | 6   | 3 | 1 | 2 | 010:600 | +4    | 10     |
| 3.  | SE União Cacoalense | 6   | 1 | 4 | 1 | 010:140 | −4    | 07     |
| 4.  | AD Vasco da Gama    | 6   | 0 | 3 | 3 | 006:120 | −6    | 03     |

| 1. Spieltag (20. Januar)  |     |              |                |
| Cacoalense                | 2:2 | Nacional FC  | Aglair Tonell  |
| Vasco                     | 1:1 | Ji-Paraná FC | José de Melo   |
| 2. Spieltag (27. Januar)  |     |              |                |
| Cacoalense                | 1:1 | Ji-Paraná FC | Aglair Tonell  |
| Vasco                     | 0:2 | Nacional FC  | José de Melo   |
| 3. Spieltag (3. Februar)  |     |              |                |
| Nacional FC               | 2:0 | Ji-Paraná FC | Vivaldão       |
| Cacoalense                | 2:2 | Vasco        | Aglair Tonelli |
| 4. Spieltag (17. Februar) |     |              |                |
| Nacional FC               | 1:2 | Cacoalense   | Vivaldã        |
| Ji-Paraná FC              | 3:1 | Vasco        | Biancão        |
| 5. Spieltag (24. Februar) |     |              |                |
| Ji-Paraná FC              | 7:2 | Cacoalense   | Biancã         |
| Nacional FC               | 3:1 | Vasco        | Vivaldão       |
| 6. Spieltag (3. März)     |     |              |                |
| Ji-Paraná FC              | 1:0 | Nacional FC  | Biancão        |
| Vasco                     | 1:1 | Cacoalense   | José de Melo   |

## Zweite Runde

### Gruppe E
| Pl. | Verein               | Sp. | S | U | N | Tore    | Diff. | Punkte |
| --- | -------------------- | --- | - | - | - | ------- | ----- | ------ |
| 1.  | São Raimundo EC (AM) | 6   | 4 | 1 | 1 | 014:800 | +6    | 13     |
| 2.  | Ji-Paraná FC         | 6   | 3 | 1 | 2 | 009:800 | +1    | 10     |
| 3.  | Nacional FC (AM)     | 6   | 1 | 3 | 2 | 009:900 | ±0    | 06     |
| 4.  | Atlético Roraima     | 6   | 1 | 1 | 4 | 008:150 | −7    | 04     |

| 1. Spieltag (10. März)  |     |                  |          |
| São Raimundo            | 4:0 | Atlético Roraima | Colonia  |
| Ji-Paraná FC            | 1:1 | Nacional FC      | Biancão  |
| 2. Spieltag (17. März)  |     |                  |          |
| Ji-Paraná FC            | 1:0 | Atlético Roraima | Biancão  |
| Nacional FC             | 3:3 | São Raimundo     | Vivaldão |
| 3. Spieltag (23. März)  |     |                  |          |
| Nacional FC             | 1:2 | Atlético Roraima | Vivaldão |
| São Raimundo            | 2:0 | Ji-Paraná FC     | Colonia  |
| 4. Spieltag (31. März)  |     |                  |          |
| Nacional FC             | 2:0 | Ji-Paraná FC     | Vivaldão |
| Atlético Roraima        | 1:2 | São Raimundo     | Ribeirão |
| 5. Spieltag (3. April)  |     |                  |          |
| Atlético Roraima        | 4:6 | Ji-Paraná FC     | Ribeirão |
| 5. Spieltag (7. April)  |     |                  |          |
| São Raimundo            | 2:1 | Nacional FC      | Colonia  |
| 6. Spieltag (12. April) |     |                  |          |
| Atlético Roraimao       | 1:1 | Nacional FC      | Ribeirão |
| 6. Spieltag (13. April) |     |                  |          |
| Ji-Paraná FC            | 3:1 | São Raimundo     | Biancão  |

### Gruppe F
| Pl. | Verein                | Sp. | S | U | N | Tore    | Diff. | Punkte |
| --- | --------------------- | --- | - | - | - | ------- | ----- | ------ |
| 1.  | Paysandu SC           | 6   | 4 | 0 | 2 | 012:600 | +6    | 12     |
| 2.  | Clube do Remo         | 6   | 3 | 1 | 2 | 007:600 | +1    | 10     |
| 3.  | Moto Club de São Luís | 6   | 2 | 1 | 3 | 006:700 | −1    | 07     |
| 4.  | Ríver AC              | 6   | 1 | 2 | 3 | 005:110 | −6    | 05     |

| 1. Spieltag (10. März)  |     |               |                 |
| Paysandu SC             | 2:1 | Moto Club     | Curuzú          |
| Ríver AC                | 1:0 | Clube do Remo | Albertão        |
| 2. Spieltag (17. März)  |     |               |                 |
| Paysandu SC             | 0:1 | Clube do Remo | Curuzú          |
| Moto Club               | 1:0 | Ríver AC      | Nhozinho Santos |
| 3. Spieltag (24. März)  |     |               |                 |
| Ríver AC                | 0:4 | Paysandu SC   | Albertão        |
| Clube do Remo           | 2:1 | Moto Club     | Baenão          |
| 4. Spieltag (31. März)  |     |               |                 |
| Clube do Remo           | 2:2 | Ríver AC      | Baenão          |
| Moto Club               | 2:1 | Paysandu SC   | Nhozinho Santos |
| 5. Spieltag (7. April)  |     |               |                 |
| Clube do Remo           | 1:2 | Paysandu SC   | Baenão          |
| Ríver AC                | 1:1 | Moto Club     | Albertão        |
| 6. Spieltag (14. April) |     |               |                 |
| Paysandu SC             | 3:1 | Ríver AC      | Curuzú          |
| Moto Club               | 0:1 | Clube do Remo | Nhozinho Santos |

## Finale

### Hinspiel
| São Raimundo EC (AM)                           | São Raimundo EC (AM) | Paysandu SC | Paysandu SC |
| ---------------------------------------------- | --- | --- | ----------- |
| São Raimundo EC (AM)                           | \| 21. April 2002 in Vivaldão, Manaus \| \| Ergebnis: 0:1 (0:1) \| \| Schiedsrichter: Álvaro Quelhas ( Minas Gerais) \|                                                     | \| 21. April 2002 in Vivaldão, Manaus \| \| Ergebnis: 0:1 (0:1) \| \| Schiedsrichter: Álvaro Quelhas ( Minas Gerais) \|                                                                          | Paysandu SC |
| São Raimundo EC (AM)                           | Iúna – Wilson Mineiro, Donizete, Maurício – Jean Carlos, Alberto, Dorival, Zedivan , Marcos Pezão – Delmo, Reginaldo Reserve Neto , Zé Rebite Cheftrainer: Marcos Magalhães | Marcão – Gavião, Gino, Sergio, Luís Fernando – Sandro Goiano, Rogérinho Gameleira, Lecheva , Jobson – Zé Augusto, Vandick Reserve Leandro , Trindade, Albertinho Cheftrainer: Givanildo Oliveira | Paysandu SC |
| São Raimundo EC (AM)                           | 0:1 Zé Augusto (12.) | | Paysandu SC |
| São Raimundo EC (AM)                           | Mineiro, Alberto | Marcão, Sandro, Gavião | Paysandu SC |
| 21. April 2002 in Vivaldão, Manaus             | | |             |
| Ergebnis: 0:1 (0:1)                            | | |             |
| Schiedsrichter: Álvaro Quelhas ( Minas Gerais) | | |             |

### Rückspiel
| Paysandu SC                                       | Paysandu SC | São Raimundo EC (AM) | São Raimundo EC (AM) |
| ------------------------------------------------- | --- | --- | -------------------- |
| Paysandu SC                                       | \| 28. April 2002 in Curuzú, Belém \| \| Ergebnis: 3:0 (1:0) \| \| Schiedsrichter: Wagner Tardelli ( Rio de Janeiro) \|                                                                                   | \| 28. April 2002 in Curuzú, Belém \| \| Ergebnis: 3:0 (1:0) \| \| Schiedsrichter: Wagner Tardelli ( Rio de Janeiro) \|                                                   | São Raimundo EC (AM) |
| Paysandu SC                                       | Marcão – Marcos Simões, Gino, Sergio, Luís Fernando – Sandro Goiano, Rogérinho Gameleira, Lecheva, Jobson – Zé Augusto , Vandick Reserve Valdomiro , Trindade, Albertinho Cheftrainer: Givanildo Oliveira | Iúna – Wilson Mineiro, Ademir, Donizete, Marcos Pezão – Alberto, Dorival , Zedivan, Neto – Jean Carlos, Delmo Reserve Guará, Sidney , Nando Cheftrainer: Marcos Magalhães | São Raimundo EC (AM) |
| Paysandu SC                                       | 1:0 Lecheva (20.) 2:0 Sandro (58.) 3:0 Lecheva (75.) | | São Raimundo EC (AM) |
| Paysandu SC                                       | Gino | Jean Carlo, Ademir | São Raimundo EC (AM) |
| 28. April 2002 in Curuzú, Belém                   | | |                      |
| Ergebnis: 3:0 (1:0)                               | | |                      |
| Schiedsrichter: Wagner Tardelli ( Rio de Janeiro) | | |                      |

## Torschützenliste
| Pl. | Nat.        | Spieler       | Klub                  | Tore |
| --- | ----------- | ------------- | --------------------- | ---- |
| 1   | Brasilianer | Lecheva       | Paysandu SC           | 8    |
| 2   | Brasilianer | Wallace Silva | Nacional FC (AM)      | 7    |
|     | Brasilianer | Jean Carlos   | São Raimundo EC (AM)  | 7    |
| 4   | Brasilianer | Juliano César | Ji-Paraná FC          | 6    |
|     | Brasilianer | Zé Raimundo   | Moto Club de São Luís | 6    |